# Видземско възвишение
Видземското възвишение (на латвийски: Vidzemes augstiene; на естонски: Vidzeme kõrgustik; на руски: Видземская возвышенность) е обширно и възвишение в западната част на Източноевропейската равнина, простиращо се на територията на Латвия, Естония (северната му част) и Русия (крайната му източна част). Дължина от югозапад на североизток около 200 km, ширина около 160 km. Състои се от две обособени възвишения. На запад е Централновидземското възвишение (връх Гайзинкалнс 312 m, 56°52′13″ с. ш. 25°57′34″ и. д. / 56.870278° с. ш. 25.959444° и. д., най-високата точка на Латвия), а на североизток Алуксненското (Източновидземско) възвишение (връх Делинкалнс 271 m), което на север (в Естония) преминава във възвишението Ханя. Изградено е от моренни наслаги, натрупани вурху девонски седименти, основно доломити. От него водят началото си реките Гауя, Огре и др. (десни притоци на Западна Двина), Педедзе, Лиеде, Куя и др. (десни притоци на Айвиекстне, десен приток на Западна Двина), Кудеб, Кухва, Утроя и др. (леви протоци на Великая, от басейна на Чудско-Псковското езеро. В ниските места са разположени множество, предимно проточни езера –Алукснес, Алаукстас, Инесис и др.

## Топографска карта
- О-35-В М 1:500000[2]
- О-35-Г М 1:500000[3]